# Велики војвода
Велики војвода (жен. велика војвоткиња) је титула првенствено коришћена у западној Европи, нарочито у немачким државама. По рангу нижа је од краља, али виша од војводе. Територија којом велики војвода влада назива се велико војводство. Ова титула се користи у неким садашњим и бившим независним моноархијама Европе:
- У данашњем великом војдству Луксембург
- Историјски владари бивших независних земаља као што су: Тоскана (од 1569. до 1860, сад део Италије); Баден, Олденбург, Саксонија-Вајмар, Мекленбург-Шерин, etc. — веклика војводстав од 1815 до 1918, и са део Немачке.
- Раније су велика војводства исто тао биле неке нације источне и североисточне Европе, као што су Велико војводство Финске и Велико војводсто Литваније.
- Самопроглашени монаци неколико микронација користе ову титулу.

Преводи титуле велики војвода обухватају: латински, magnus dux; луксембуршки Groussherzog; немачки Großherzog; француски Grand-Duc; шпански, Gran Duque; русик, великий князь (velikiy kniaz, дисловно „велики принц”); италијански Gran Duca; португалски grão-duque; фински, suurherttua; пољски, wielki książę; мађарски, nagyherceg; шведски, storhertig; африканерски и холандски, groothertog; дански и норвешки, storhertug; литвански, didysis kunigaikštis; латвијски, lielhercogs; чешки velkovévoda или velkokníže; бугарски велик херцог.

## Јужноевропске велике војводе
Велики војвода је титула која се користила у средњовјековној Србији и Босни.
За разлику од западне Евопе или средње Европе, као и у различитим словенским земљама од средње до сјеверјноисточне Евопе, гдје је аналогија између великог војводе и великог кнеза била значајна, гдје су обје титуле биле ниже од краља а више од војводе, у Србији и Босни тутула великог војводе је одговарала византијској војној титули мега дукс.

### Србија
Титула велики војвода је означавала надмоћ над осталим војводама. Носилац титуле командовао је војском у приликама када владар није пристуствовао војним кампањама, обично мање важним војним дејствима у земљи или када је одред послат у помоћ савезницима. Други термин који се користио за титулу је стегоноша (лат. vexilifer).
- Новак Гребострек[5] (fl. 1312), служио Стефана Милутина
- Хреља[3] (fl. 1320е-31), служио Стефана Дечанског
- Градислав Бориловић[3][4] (fl. 1333), служио Стефана Душана
- Јован Оливер[5] (fl. 1341–55), служио Стефана Душана
- Никола Стањевић[6] (fl. 1355–66), служио Стефана Душана и/или Стефана Уроша
- Угљеша Мрњавчевић[7] (fl. 1358), служио Стефана Уроша
- Радослав Михаљевић[8] (fl. 1426 — ум. 1436), служио Стефана Лазаревића
- Михаило Анђеловић[9] (fl. 1456–58), служио Лазара Бранковића

Постоје и помињања носилаца титуле у српској епској поезији у вези Косовске битке, као што је Димитрије.

### Босна
Титулу великог војводе Босне додјељивао је само владар Босне, бан или краљ, својим највишим војним командантима. У ствари, то је био више официрски него дворски чин, иако је то био и степен дворског поредка. Титулу је носила једна особа, ријетко двије истовремено.
- Храна Вуковић Косача (?-1380)
- Хрвоје Вукчић Хрватинић (1380–1388)
- Влатко Вуковић Косача (1388–1392)
- Сандаљ Хранић Косача (1392–1435)
- Стефан Вукчић Косача (1435–1448)
- Радослав Павловић (1441?)

### Црна Гора
- Мирко Петровић Његош (19. век)
- Данило Петровић (принц) (19. и 20. век)
- Мирко Петровић (принц) (19. и 20. век)
- Петар Петровић (принц) (19. и 20. век)

## Луксембург
Данас постоји само једна држава чији владар носи титулу великог војводе, а то је Луксембург на чијем челу је велики војвода Луксембурга Анри.